# جيروم ترافرز
جيروم ترافرز (بالإنجليزية: Jerome Travers)‏ هو لاعب غولف أمريكي، ولد في 19 مايو 1887 في نيويورك في الولايات المتحدة، وتوفي في 29 مارس 1951 في إيست هارتفورد في الولايات المتحدة.

## وصلات خارجية
- جيروم ترافرز على موقع الموسوعة البريطانية (الإنجليزية)